# La Vie moderne (revue)
Pour les articles homonymes, voir La Vie moderne.
La Vie moderne est une revue hebdomadaire illustrée d'art et de littérature française fondée en 1879 à Paris. Ses contributeurs étaient des écrivains réputés. En liaison, il existait jusqu'en 1883 une galerie d'art, où les tenants de l'école impressionniste française pouvaient exposer leurs œuvres. Le titre disparaît, après de nombreux changements de rédaction, entre 1917 et 1920.

## La revue sous Charpentier (1879-1883)
L'éditeur Georges Charpentier fonde l'hebdomadaire La Vie moderne en 1879 à Paris, au 13 rue Taitbout, le premier numéro sort le jeudi 10 avril au prix de 50 centimes. Il a pour sous-titre « journal hebdomadaire illustré, littéraire et artistique ». Le rédacteur en chef est Émile Bergerat, ancien chroniqueur réputé du Bien public, membre de la famille de Théophile Gautier, grand amateur de poésie et poète lui-même. Il est possible que le titre de la revue soit un hommage à l'essai de Charles Baudelaire intitulé Le Peintre de la vie moderne. Bergerat s'entoure d'écrivains tels que : Armand Silvestre, Alphonse Daudet, Théodore de Banville, Edmond Duranty et du journaliste Edmond Renoir (1849-1944), frère du peintre Pierre-Auguste Renoir.
Très vite, cette revue met en avant le travail des peintres du courant impressionniste : ainsi, l'édition du 19 juin 1879 présente Les Acrobates du cirque Fernando (Francisca et Angelina Wartenberg), une toile de Renoir (aujourd'hui à l'Art Institute of Chicago) ; en janvier 1880, c'est La Prune d'Édouard Manet qui est l'objet d'un article et d'une reproduction en noir et blanc. Ces toiles et beaucoup d'autres sont également exposées dans une galerie voisine (cf. plus loin). D'autres peintres, non liés à ce courant, sont également promus, comme Jean-Jacques Henner, Paul Baudry ou encore Pierre Puvis de Chavannes. Tous ces peintres produisent des dessins originaux destinés à illustrer cette revue. Par ailleurs, on y trouve des dessins signés Albert Bertrand, Fernand Desmoulin, Édouard Detaille, Augustin Feyen-Perrin, Pierre Georges Jeanniot, Auguste Leloir, Ernest Meissonier, ou encore Jean-Louis Forain. Louise Catherine Breslau collabore également à la revue.
D'une manière générale, la revue tourne le dos aux académismes. En décembre 1880, elle publie les premiers poèmes de Jules Laforgue, puis en avril 1881 Une partie de campagne de Guy de Maupassant.

## La galerie (1879-1883)

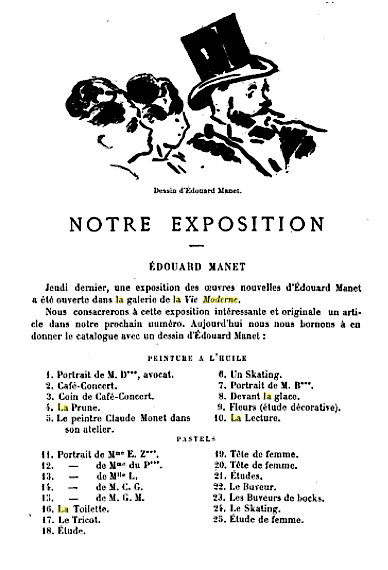
Annonce de l'exposition de toiles et pastels de Manet à la galerie de La Vie moderne (8-30 avril 1880).

Cette galerie se situait au début du passage des Princes, côté boulevard des Italiens avec lequel elle formait un angle, et donc, était non loin du siège du journal (l'espace a entièrement été reconstruit en 1995, il n'en reste rien). Sans pour autant négliger le rôle de Marguerite Charpentier, épouse de l'éditeur et tenant un important salon littéraire et artistique, il semble que cette idée soit d'Edmond Renoir qui passait une partie de sa journée de travail dans cette galerie à accueillir des visiteurs. Dans La Vie moderne, il justifie la démarche du journal, assez inhabituelle, de la façon suivante : « Beaucoup de gens se montrent intéressés par l'art et aimeraient visiter les ateliers de tel ou tel artiste, mais personne n'ose vraiment s'y rendre seul... Aussi, nos expositions permettent d'accueillir de façon temporaire une partie de l'atelier d'un artiste, dans une galerie donnant sur le boulevard et ouverte à tous. ». Le premier artiste invité est le peintre italien Giuseppe De Nittis, qui rencontra un succès très important puisque les premiers jours, entre 2 000 et 3 000 visiteurs défilèrent. La cinquième exposition organisée en juin 1879 est dédiée à Pierre-Auguste Renoir, qui montre uniquement des pastels, et constitue la première exposition personnelle du peintre. En avril 1880, au tour d'Édouard Manet de présenter ici ses nouvelles œuvres, suivi par Claude Monet, en juin, pour lequel il s'agit également de la première exposition personnelle. Durant l'année 1881, c'est Alfred Sisley qui trouve dans ces locaux le moyen de montrer ses œuvres. La galerie montre également des créations populaires comme des œufs d'autruche peints pour Pâques en 1880, ou bien organise un spectacle musical et collecte des fonds destinés aux victimes des inondations dans la province espagnole de Murcie (décembre 1879).

## Seconde époque
Georges Charpentier quitte la direction de la revue courant 1883. Au cours des années précédentes, il a vainement cherché des capitaux, notamment auprès de politiques et sa maison d'édition donne des signes d'essouflement dès 1881. En 1884, l'accord de rachat majoritaire par Charles Marpon et Ernest Flammarion est entériné.